# Ce’elim
Ce’elim (hebr. צאלים; pisownia w ang. Tze'elim) – kibuc położony w Samorządzie Regionu Eszkol, w Dystrykcie Południowym, w Izraelu. Członek Ruchu Kibuców (Ha-Tenu’a ha-Kibbucit).
Leży w zachodniej części pustyni Negew.

## Historia
Kibuc został założony w styczniu 1947 przez imigrantów z Europy Wschodniej i Afryki Północnej.

## Gospodarka
Gospodarka kibucu opiera się na intensywnym rolnictwie i hodowli strusi. Kibuc słynie z naturalnego lecznictwa wodą.